# Riyanto Subagja
Riyanto Subagja (* 28. April 1993 in Jakarta) ist ein indonesischer Badmintonspieler.

## Karriere
Riyanto Subagja wurde 2009 indonesischer Juniorenmeister im Herreneinzel, wodurch er sich für die Juniorenweltmeisterschaft des Jahres qualifizieren konnte. Bei dieser Veranstaltung wurde er Neunter im Einzel. 2009 siegte er auch erstmals bei einem bedeutenden Turnier der Erwachsenen, als er die Auckland International gewinnen konnte.

## Sportliche Erfolge
| Saison | Veranstaltung                      | Disziplin    | Platz | Name            |
| ------ | ---------------------------------- | ------------ | ----- | --------------- |
| 2009   | Indonesische Juniorenmeisterschaft | Herreneinzel | 1     | Riyanto Subagja |
| 2009   | Juniorenweltmeisterschaft          | Herreneinzel | 9     | Riyanto Subagja |
| 2009   | Auckland International             | Herreneinzel | 1     | Riyanto Subagja |
| 2009   | Singapur International             | Herreneinzel | 5     | Riyanto Subagja |
| 2011   | Singapur International             | Herreneinzel | 5     | Riyanto Subagja |
| 2013   | Iran Fajr International 2013       | Herreneinzel | 1     | Riyanto Subagja |